# ハバード氷河 (北アメリカ)

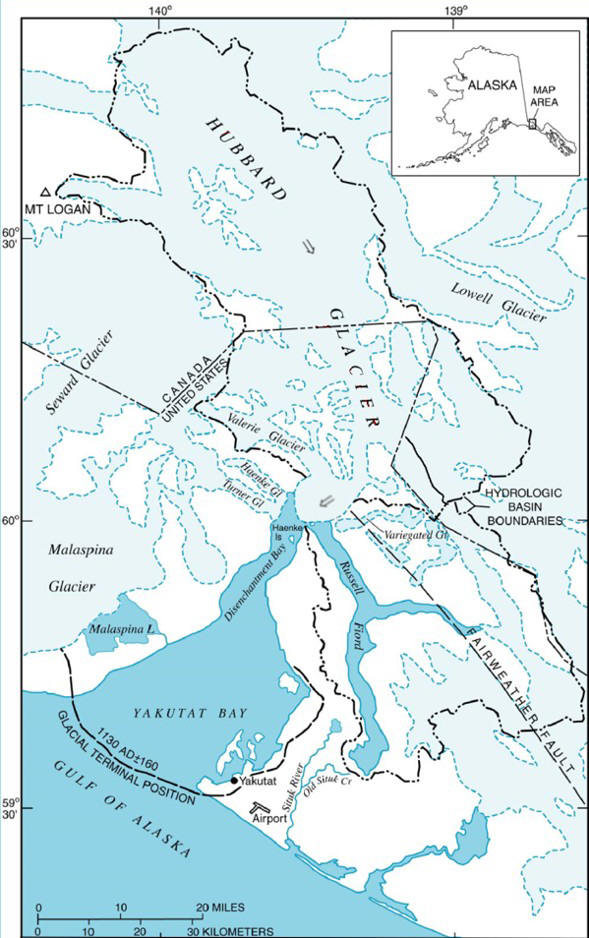
ハバード氷河の地図

ハバード氷河は、アラスカ州東部のランゲル・セントイライアス国立公園とユーコン準州のクルエーン国立公園にある氷河である。
北米で最大の潮間氷河で、長さは76マイル（およそ122.3Km）、幅7マイル（およそ11.3Km）、海面に接した先端で高さ600フィート（およそ183mで海面上107m、水面下76m)。その名は1890年にナショナルジオグラフィック協会初代会長のガーディナー・グリーン・ハバードにちなんで名付けられた。